# Dehesa

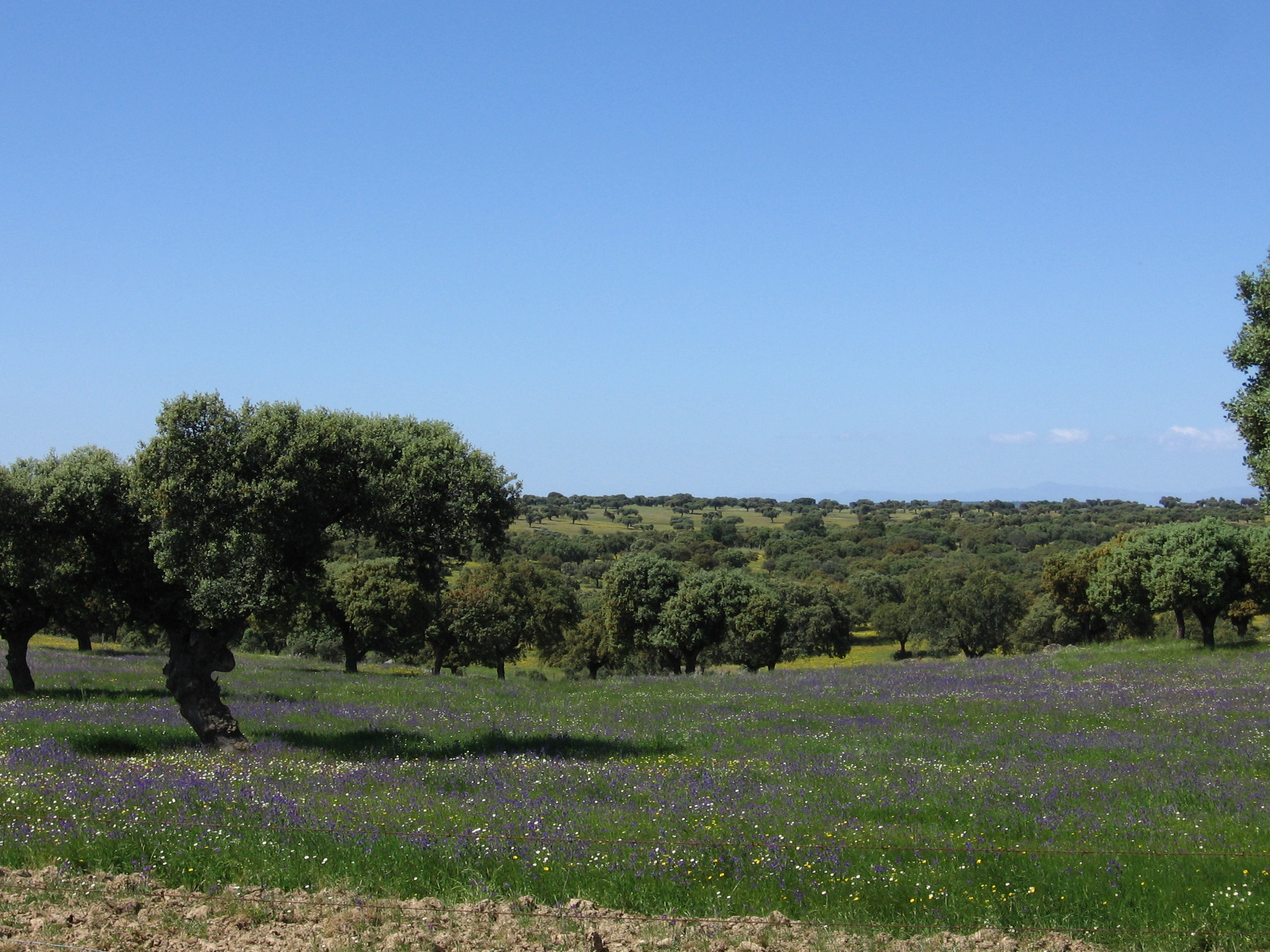
Dehesa v Extremaduře (Španělsko)

Dehesa (španělská výslovnost: [de'esa]) je multifunkční zemědělsko-pastvinářský systém (typ agrolesnictví) a kulturní krajina jižního a středního Španělska a jižního Portugalska; v Portugalsku je známá jako montado. Na Pyrenejském poloostrově zaujímá plochu téměř 20 000 km2, především v regionech Alentejo, Algarve, Córdoba, Extremadura, Salamanca a Sierra Morena. Využívají se především k pastvě a chovu dobytka, například španělských bojových býků a iberského prasete, ale poskytují též řadu dalších produktů, jako je zvěřina, houby, med, korek a palivové dřevo.

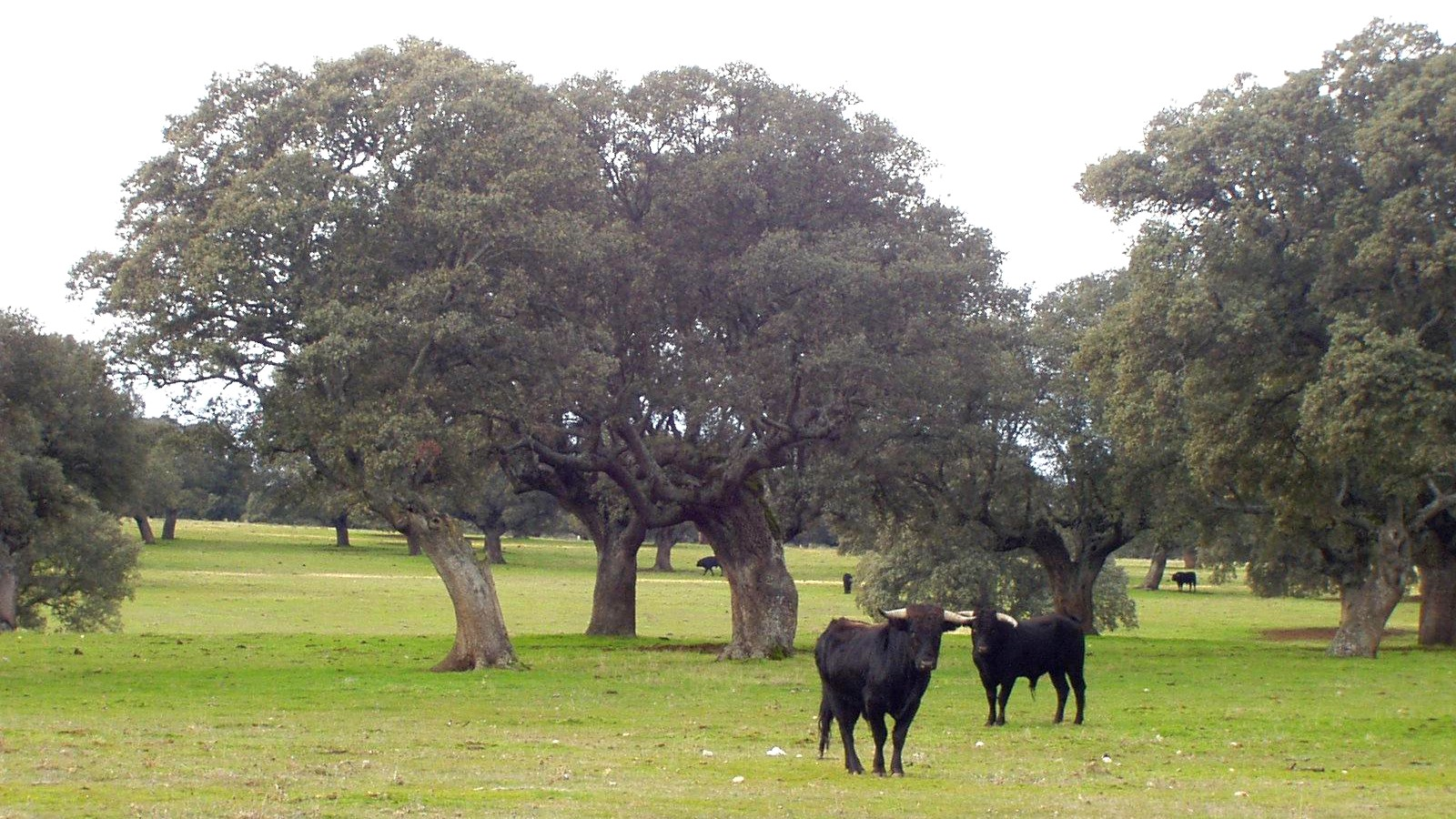
Španělští býci v dehese

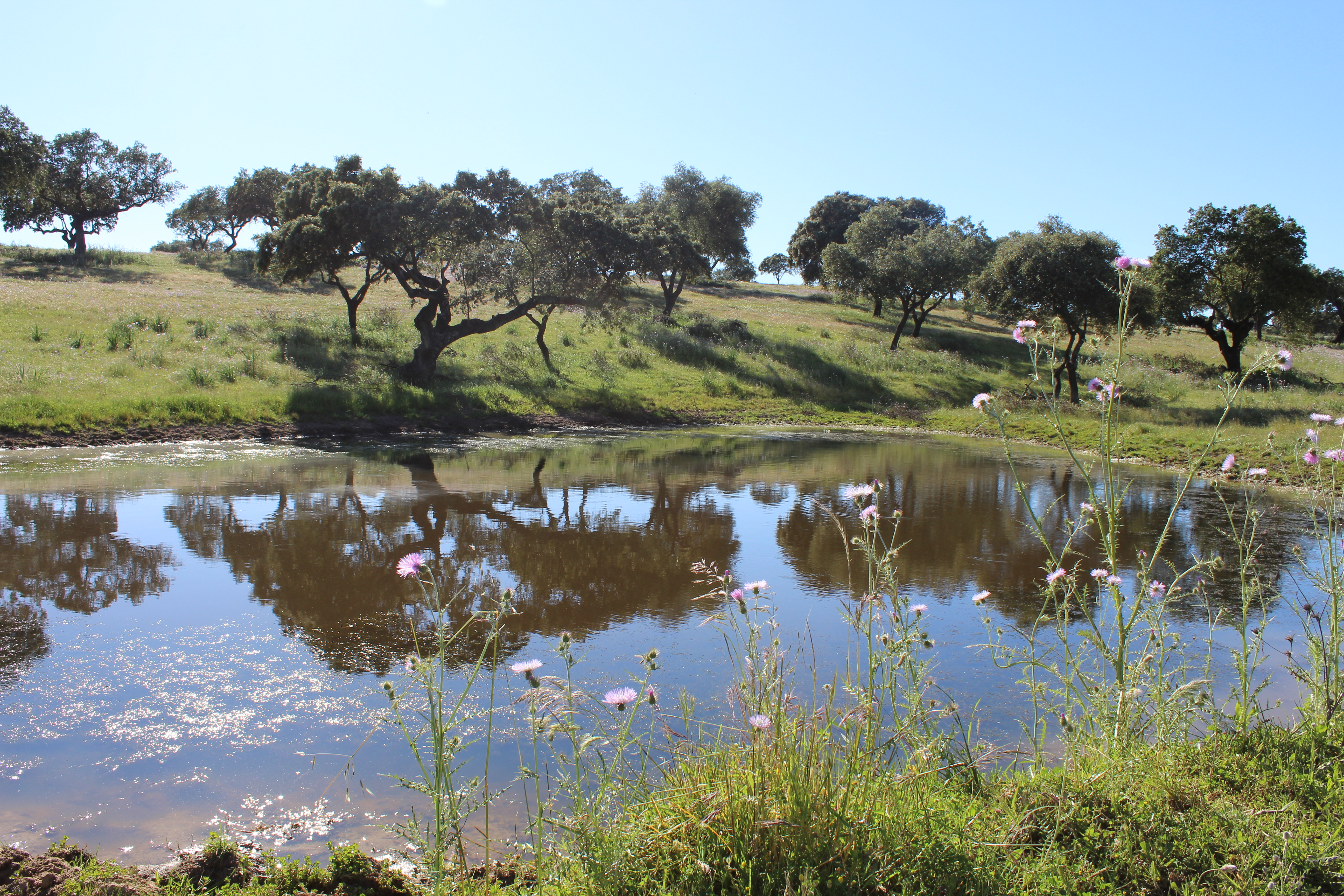
Součástí dehesy jsou též nádrže sloužící k napájení zvěře

Dehesa je odvozena od středomořského lesního ekosystému, který se skládá z travnatých ploch s bylinnými druhy, které se používají k pastvě skotu, koz a ovcí, a z roztroušených stromů. Hlavní dřevinnou složkou jsou duby, nejčastěji dub cesmínovitý (Quercus ilex subsp. rotundifolia) a dub korkový (Quercus suber), k vytvoření dehesy mohou být ale použity i jiné duby, včetně dubu pyrenejského (Quercus pyrenaica) a dubu portugalského (Quercus faginea), přičemž použité druhy závisí na zeměpisné poloze a nadmořské výšce. Někde se mohou vyskytovat i jiné dřeviny, například buky a borovice. Duby jsou chráněny a ořezávány, aby produkovaly žaludy, kterými se na podzim během montanery živí proslulá černá iberská prasata. Šunka vyrobená z iberských prasat vykrmených žaludy a sušených na vzduchu ve vysokých nadmořských výškách je známá jako Jamón ibérico ("presunto ibérico" nebo "pata negra" v portugalštině) a prodává se za prémiové ceny, zejména pokud byly k výkrmu použity pouze žaludy.
V typické dehese se duby udržují přibližně 250 let. Pokud se v porostu vyskytují korkové duby, sklízí se korek přibližně každých 9 až 12 let v závislosti na produktivitě stanoviště. Podrost se obvykle každých 7 až 10 let vyřezává, aby se zabránilo ovládnutí lesního porostu keři z čeledi cistovitých (Cistaceae), často označovanými jako "jara", nebo semenáčky dubů. Duby jsou rozmístěny tak, aby se maximalizovala celková produktivita, a to vyvážením světla pro trávy v podrostu, využití vody v půdě a produkce žaludů pro prasata a zvěř.
Dehesa má na Pyrenejském poloostrově velký hospodářský a sociální význam, a to jak kvůli velké rozloze, tak kvůli jejímu významu pro udržení počtu obyvatel na venkově. Dehesy mohou být soukromým nebo obecním majetkem. Hlavním zdrojem příjmů pro majitele je obvykle korek, vysoce kvalitní černá iberská prasata, ale i prodej loveckých práv. Pravidelné lovy v dehese jsou známé jako monteria. Ačkoli je dehesa antropogenní biotop, bývá biologicky velice bohatý a poskytuje životní prostředí pro ohrožené druhy, jako je orel královský.